# Норт Ванкувер
Норт Ванкувер (енгл. North Vancouver) је град у Канади у покрајини Британска Колумбија. Према резултатима пописа 2011. у граду је живело 48.196 становника.

## Становништво
Према резултатима пописа становништва из 2011. у граду је живело 48.196 становника, што је за 6,7% више у односу на попис из 2006. када је регистровано 45.165 житеља.
| 2006.  | 2011.  |
| ------ | ------ |
| 45.165 | 48.196 |